# Будивой
Будивой (Бутуй, Буфуй; нем. Budivoj; ранее 1066 — август 1075, Плён) — князь бодричей, старший сын основателя Вендской державы Готшалка.

## Биография
После смерти отца Будивой выдвинул претензии на наследование владений Готшалка, однако, согласно хроники Гельмольда, народное вече решило вопрос в пользу Круко. Старейшины бодричей опасались, что Будивой, став государем, начнет мстить за смерть отца.
Будивой не отказался от своих претензий и, воспользовавшись помощью саксонского герцога Ордульфа, захватил часть державы Готшалка. Таким образом, у бодричей начался период двоевластия.
Круко со временем взял верх и в конечном счёте вытеснил Будивоя из всех принадлежавших ему городов. Будивой тогда обратился за военной помощью к новому герцогу Саксонскому Магнусу, указывая на дружбу и покорность свою и своего отца по отношению к саксам. Магнус предоставил в его распоряжение 600 вооружённых воинов (согласно Гельмольду), но сам участия в экспедиции не принял.
Будивой с саксами около 1074/1075 года внезапно напал и захватил незащищённый город Плён. По Гельмольду, это была ловко подстроенная ловушка, от которой Будивоя предостерегала одна немецкая женщина. Захватчики были тут же окружены войском Круко. Саксонский разведчик, посланный из окружённого города, был схвачен и подкуплен Круко, поэтому помощь, на которую рассчитывал Будивой, не пришла.
В этой ситуации, под давлением своей дружины, он вступил в переговоры. Была достигнута договорённость, что войско Будивоя выйдет из города, сложив оружие. Как только захватчики покинули Плён, обнаружились многочисленные факты грабежей и насилия над горожанами, совершённые людьми Будивоя. Под этим предлогом воины Круко набросились на завоевателей и убили их вместе с вождём.
Хроника указывает, что сыном Будивоя мог быть Прибислав (нем. Pribislaw или Pribizlaus), крещёный, отличавшийся своим гостеприимством.
Судьба Будивоя известна из хроники Гельмольда. Других источников не найдено.